# Institut sino-européen d'ingénierie de l'aviation
L'Institut sino-européen d'ingénierie de l'aviation (SIAE) est une école chinoise d'ingénieurs en aéronautique fondée en 2007 par les trois principales grandes écoles françaises du secteur, réunies au sein du Groupement des écoles d'aéronautique :
- l'ENAC Toulouse,
- l'ISAE-ENSMA Poitiers,
- et l'ISAE Toulouse (Supaéro),

en partenariat avec l'université de l'aviation civile de Chine (CAUC). Les industriels du secteur (EADS, Airbus Helicopters, Airbus, Thales, Safran…), la DGAC et le ministère de l'Éducation nationale ont également apporté leur soutien.

## Localisation
Il est situé à Tianjin, sur le campus de l'université de l'aviation civile de Chine (CAUC) situé dans l’importante zone économique de Binhai, à proximité immédiate de l'aéroport où est également implantée une chaîne d'assemblage Airbus A320.

## Historique
- 24 mars 2004 : Signature d’un  MOU entre la DGAC (Direction Générale de l’Aviation Civile), la CAAC (Civil  Aviation Authority of China) et le MOE (Ministry of Education) chinois.
- 18 octobre 2004 : Lettre d’intention (LOI) signée à  Toulouse.
- 28 mars 2005 : Accord-cadre  signé à Pékin entre les « Grandes Ecoles Aéronautiques »  françaises, le MOE et les universités chinoises.
- 20 avril 2007 : Accord officiel du gouvernement  français pour le projet.
- Juillet 2007 : Autorisation  de la création du SIAE (Institut sino-européen d’ingénierie de l’Aviation)  par le MOE.
- 21 septembre 2007 : Inauguration officielle.

## Recrutement
L'école accueille chaque année une nouvelle promotion d’environ cent vingt étudiants chinois. 
Ceux-ci sont sélectionnés en 1re année selon 2 types de recrutement :
- recrutement direct : les élèves sont recrutés en fonction de leurs résultats au concours national d’entrée dans les universités chinoises (Gaokao)
- recrutement semi-direct : par concours d’entrée réservé aux élèves de la CAUC.

## Formation d'ingénieur «à la française»
Les élèves suivent une formation d’ingénieur, dispensée en français en anglais et en chinois,  sur un modèle « à la française » qui s’étalera sur 6 années ; une 1re année d’apprentissage de la langue française, suivie de 2 années de classes préparatoires scientifiques et de 3 années de formation d’ingénieur en aéronautique. Au cours du cycle ingénieur, les étudiants choisissent l’une des spécialités suivantes : 
- Avionique et Systèmes ATC
- Propulsion
- Structures et matériaux

À l'issue des 6 années de scolarité, les élèves chinois reçoivent une double diplomation : Master of Aeronautical Engineering reconnu par le MOE (Ministry of Éducation) chinois et titre d'ingénieur reconnu par la CTI. L'Institut offre une formation à dimension internationale. En effet, l’ensemble des étudiants suit une formation trilingue en français, chinois et anglais, avec une période d’étude ou de stage en France. L’école accueille également des élèves ingénieurs des écoles françaises partenaires (GEA) dans le cadre d’échanges de semestres. 

## Administration de l’Institut
L’Institut est administré par un Comité Exécutif. La direction exécutive est exercée conjointement par un directeur français et un directeur chinois. Un Conseil Consultatif regroupe les industriels français et chinois. Il donne notamment son avis sur le contenu des programmes de formation ainsi que sur le niveau des étudiants accueillis dans les stages PFE. 

## Installations et équipements
Bien que situé sur le campus nord de la CAUC, l’Institut dispose depuis juin 2011 de ses installations propres inaugurées le 17 septembre 2011 en présence de M.Thierry Mariani, ministre des Transports :
- une surface totale de 13 000 m2 sur 5 niveaux dont :

- environ 3 000 m2 pour les 13 laboratoires (physique, chimie, aérodynamique, mécanique des fluides, propulsion, structure et matériaux, avionique et systèmes de bords…)

- 50 salles de cours et amphis

- bibliothèque, salles informatiques, laboratoires de langues…

- bureaux.

## Accréditations
L’institut est actuellement accrédité :
- par le ministère de l’éducation chinois (MOE) et l'Association chinoise de l'éducation pour les échanges internationaux (CEAIE) pour délivrer les diplômes de bachelor et de master en Aeronautical Engineering ;
- par la Commission des Titres Ingénieurs (CTI) française pour délivrer le diplôme d’ingénieur du SIAE.